# Dictyolytta philippii
Dictyolytta philippii là một loài bọ cánh cứng trong họ Meloidae. Loài này được Reed miêu tả khoa học năm 1873.